# Bombningen av World Trade Center 1993
Bombningen av World Trade Center i New York ägde rum den 26 februari 1993. Islamistiska terrorister detonerade en sprängladdning i garaget under det norra tornet, med avsikten att få tornet att välta mot det södra tornet och därmed rasera båda tornen och döda tiotusentals människor. Det var första gången det skedde en större attack mot World Trade Center. De lyckades aldrig skada tornen så mycket. Sex människor och ett ofött barn dödades och 1 042 skadades, de flesta under evakueringen och av att ha andats in rök; evakueringsarbetet försvårades av den stora mängden rök, som nådde så högt upp som till den 93:e våningen i båda tornen.

## Händelsen
Attacken planerades av en grupp konspiratörer, inklusive Ramzi Yousef, Mahmud Abouhalima, Mohammad Salameh, Nidal Ayyad, Abdul Rahman Yasin och Ahmad Ajaj. De fick ekonomiskt stöd av Yousefs farbror, Khalid Sheikh Mohammed (som senare kom att betraktas som den drivande personen bakom 11 september-attackerna). Ramzi Yousef, född i Kuwait, tillbringade tid i al-Qaidas träningsläger i Afghanistan. 1991 började han planera att utföra ett bombdåd i USA. Han åkte till USA 1992 och bosatte sig i New Jersey. Via Omar Abdel-Rahman fick han kontakt med de personer som kom att bli hans medkonspiratörer i bombdådet. Yousef och jordaniern Eyad Ismoil körde en gul Ryder-lastbil till garaget under World Trade Center kring lunchtid, tände på bomben och flydde platsen. Bomben detonerade 12 minuter senare, klockan 12:17. Bomben orsakade ett 30 meter stort hål genom fyra våningar och förstörde byggnadens kraftledning. Strömavbrottet gjorde att många fastnade i hissarna. Explosionen förstörde luftkonditioneringssystemet längst ner vilket slog ut luftkonditioneringen för hela anläggningen. Lamporna i trapphuset i det norra tornet fungerade inte i och med den förstörda strömförsörjningen, något som gjorde att tusentals människor fick evakuera byggnaden i mörker.

## Efterspel
Efter attacken gjordes en del säkerhetsåtgärder, bland annat fick komplexet nödgeneratorer vilken troligtvis räddade många liv under 11 september-attackerna. Trapporna fick även luminiscerande markeringar. Även övervakningen förbättrades. En säkerhetsåtgärd som infördes var att besökare till utsiktspunkterna i det södra tornet fick gå genom metalldetektorer i lobbyn innan de fick tillträde till expresshissen som ledde upp till tornets översta delar. Metalldetektorerna var av liknande typ som finns i säkerhetskontrollen på flygplatser.
I mars 1994 dömdes fyra personer för bombningen, Abouhalima, Ajaj, Ayyad och Salameh. I november 1997 dömdes ytterligare två, Yousef, hjärnan bakom dådet, och Eyad Ismoil, som körde bilen med bomben. De dömdes till livstids fängelse.
Vista Hotel och Windows on the World-restaurangen fick tillfälligt stänga efter attacken och öppnades igen 1994 respektive 1996 efter en del renoveringar.
En minnesfontän med namnen på de omkomna och en inskription uppfördes 1995 på Austin J. Tobin Plaza nedanför World Trade Centers tvillingtorn. Fontänen förstördes vid 11 september-attackerna, men när minnesfontänerna efter tvillingtornen byggdes har även namnen på de omkomna i bombattacken fått en inskription i hörnet av räcket runt det norra tornets minnesfontän. En bit av den gamla minnesfontänen finns idag på National September 11 Memorial & Museum.